# Rodrigo Bascuñán
Rodrigo Salago Bascuñán (n. Santiago de Chile, 10 de marzo de 1976) es un escritor canadiense, conocido por su libro de no-ficción Enter The Babylon System: Unpacking Gun Culture from Samuel Colt to 50 Cent y por su labor como director de la revista musical Pound.

## Biografía
Nacido en Santiago de Chile, la familia de Bascuñán emigró en 1977 hacia Toronto, Canadá, huyendo de la dictadura de Augusto Pinochet.
En 1998, Bascuñán inició su trabajo en la revista Pound, la cual debutó con su primera edición en diciembre de 1999. Bascuñán también creó dentro de la revista la columna "Babylon System" en 2000. Concebida como una colección de estadísticas que demostraran las injusticias cometidas en el mundo, "Babylon System" fue rediseñada por el cofundador de Pound, Christian Pearce, para convertirse en una sección de reportajes investigativos.
En 2004, Bascuñán y Pearce suscribieron un acuerdo de publicación con Random House Canada para publicar un libro acerca de la violencia con armas. El libro, titulado Enter The Babylon System: Unpacking Gun Culture from Samuel Colt To 50 Cent, fue lanzado en enero de 2007 y recibió buenas críticas.